# Anna Dargiewicz
Anna Barbara Dargiewicz (ur. 1974) – polska językoznawczyni, dr hab. nauk humanistycznych, profesor uczelni, kierowniczka Katedry Języka Niemieckiego oraz zastępczyni Przewodniczącej Rady Naukowej Dyscypliny Językoznawstwo Wydziału Humanistycznego Uniwersytetu Warmińsko-Mazurskiego w Olsztynie.

## Życiorys
14 września 2004 obroniła pracę doktorską „Einfluss der Halbpräfixe auf die Bedeutung und die Valenz der deutschen Verben“ (Wpływ półprzedrostków na znacznie i walencję czasowników niemieckich), 25 marca 2014 habilitowała się na podstawie pracy zatytułowanej „Fremde Elemente in Wortbildungen des Deutschen: Zu Hybridbildungen in der  deutschen Gegenwartssprache am Beispiel einer raumgebundenen Untersuchung in der Universitäts- und Hansestadt Greifswald“ (Obce elementy w tworach słowotwórczych w języku niemieckim: Hybrydy słowotwórcze we współczesnym języku niemieckim na podstawie badania przestrzeni publicznej Uniwersyteckiego i Hanzeatyckiego Miasta Greifswald). Zatrudniona na stanowisku profesora uczelni w Instytucie Językoznawstwa na Wydziale Humanistycznym Uniwersytetu Warmińsko-Mazurskiego w Olsztynie.